# Bucculatrix divisa
Bucculatrix divisa är en fjärilsart som beskrevs av Braun 1925. Bucculatrix divisa ingår i släktet Bucculatrix och familjen kronmalar. Inga underarter finns listade i Catalogue of Life.